# 怀疑
怀疑（Doubt）是一種陷在二個或是多個互相矛盾的論點，無法決定要選擇哪一個的心理狀態。是介於相信和不相信之間的狀態，怀疑可能包括了對特定事實、行動、動機或是决策的不确定性、不信任或是缺乏證據，怀疑會延遲一些相關的行動，甚至是拒絕對應的行動，因此可能造成錯誤或是錯失機會，

怀疑

## 延伸阅读
[在维基数据编辑]
 《欽定古今圖書集成·明倫彙編·人事典·疑惑部》，出自陈梦雷《古今圖書集成》